# Епархия Жольета
Епархия Жольета (лат. Dioecesis Ioliettensis) — епархия Римско-Католической церкви с центром в городе Жольет, Канада. Епархия Жольета входит в архиепархию Монреаля. Кафедральным собором епархии Жольета является собор святого Карла Борромео в городе Борромео.

## История
27 января 1904 года Святой Престол учредил епархию Жольета, выделив её из архиепархии Монреаля. 
31 мая 2007 года епархия Жольета была расширена за счёт территории, ранее принадлежащей епархии Эймоса.

## Ординарии епархии
- епископ Joseph Alfred Archambault (27.06.1904 — 25.04.1913);
- епископ Joseph-Guillaume-Laurent Forbes (6.08.1913 — 29.01.1928);
- епископ Joseph Arthur Papineau (15.06.1928 — 3.01.1968);
- епископ René Audet (3.01.1968 — 31.10.1990);
- епископ Gilles Lussier (7.09.1991 — 8.09.2015);
- епископ Раймон Пуассон (8.09.2015 - настоящее время)

## Источник
- Annuario Pontificio, Libreria Editrice Vaticana, Città del Vaticano, 2003, ISBN 88-209-7422-3